# Eurydice personata
Eurydice personata är en kräftdjursart som beskrevs av Brian Frederick Kensley 1987. Eurydice personata ingår i släktet Eurydice och familjen Cirolanidae. Inga underarter finns listade i Catalogue of Life.